# بخش اجویان
بخش اجویان (به اسپانیایی: Ajoyani District) یک سکونتگاه مسکونی در پرو است که در منطقه پونو واقع شده‌است.

## خصوصیات
بخش اجویان ۴۱۳٫۱۱ کیلومترمربع مساحت و ۲٬۱۰۴ نفر جمعیت دارد و ۴٬۲۵۰ متر بالاتر از سطح دریا واقع شده‌است.